# Резервный банк Малави
Резервный банк Малави — центральный банк Малави.

## История
Резервный банк Малави был создан в соответствии с Законом о Резервном банке Малави (англ. Reserve Bank of Malawi Act) в июле 1964 года и начал свою деятельность в июне 1965 года в Блантайре. Он заменил филиал Федерального банка Родезии и Ньясаленда, основанного в качестве центрального банка Федерации Родезии и Ньясаленда.
На создания банка было выделено 15,96 млн квача, большая часть которых (15,2 млн) была в иностранной валюте. В 1981 году головной офис банка переехал в Лилонгве. Резервный банк Малави расширил свою деятельность, когда совокупные активы банка увеличились до 230,7 млн квача с иностранными активами в 43,9 млн квача.
В апреле 1989 года был пересмотрен Закон о Резервном банке Малави. Законом определялись основные функции банка, которые он должен выполнять в интересах национальной экономики и в соответствии с экономической политикой правительства. До пересмотра закона Резервный банк Малави отчитывался о своей деятельности в Казначейство. В соответствии с законом Резервный банк Малави стал независимым от правительства финансовым институтом и получил полномочия на проведение денежно-кредитной политики.
В 1990 году общий объём активов Резервного банка Малави составил 1,03 млрд квача (в том числе в иностранной валюте — 324,5 млн). К концу 1998 года совокупные активы банка составили 18,8 млрд квача (в том числе иностранные активы — 11,3 млрд). В ноябре 1998 года в Блантайре было открыто новое отделение банка.

## Управляющие
- Wilson Banda (2020-)
- Dalitso Kabambe (2017—2020)
- Mr. Charles Chuka (2012—2017)
- Dr. Perks Ligoya (2009—2012)
- Mr. V. Mbewe (2005—2009)
- Dr. E. E. Ngalande (2000—2005)
- Dr. M. A. P. Chikaonda (1995—2000)
- F. Z. Pelekamoyo (1992—1995)
- Hans Joachim Lesshafft (1988—1992)
- S. C. Hara (1986—1988)
- L. C. Chaziya (1984—1986)
- J. Z. U. Tembo (1971—1984)
- D. E. Thomson (1968—1971)
- A. G. Perrin (1968)